# 瓦勒德德龙
瓦勒德德龙（法語：Val de Drôme，法語發音：[val də dʁom]）是法国卡尔瓦多斯省的一个市镇，属于维尔区。该市镇于2017年由原市镇塞旺、当皮埃尔、德龙河畔拉朗德和圣让德塞萨尔捷合并而成，行政中心位于塞特旺。

## 地名
“瓦隆德莱德尔”（Val de Drôme）一名在法语中意为“德龙河谷”。

## 地理
瓦勒德德龙（49°4'33"N, 0°49'13"W）面积27.62 平方千米，位于法国诺曼底大区卡爾瓦多斯省，该省份为法国西北部沿海省份，北濒大西洋英吉利海峡，东北与滨海塞纳省以海上边界相接，东临厄尔省，南至奧恩省，西与芒什省接壤。
与瓦勒德德龙接壤的市镇（或旧市镇、城区）包括：勒佩龙、欧尔河畔科蒙、卡阿涅、莱洛日、圣皮埃尔迪弗雷讷、苏勒夫尔昂博卡日、圣阿芒维拉日、比耶维尔。
瓦勒德德龙的时区为UTC+01:00、UTC+02:00（夏令时）。

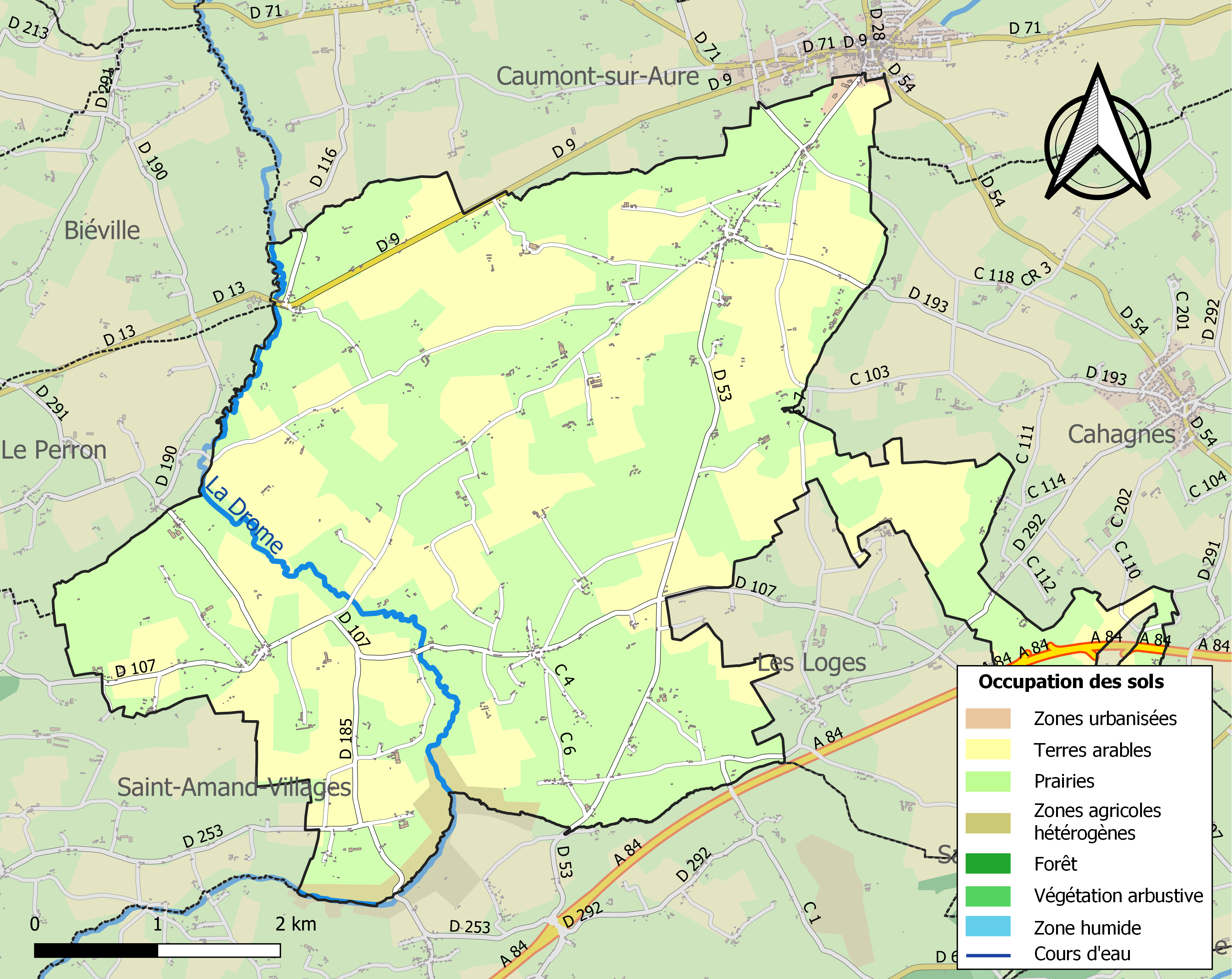
瓦勒德德龙的OSM定位图

## 行政
瓦勒德德龙的邮政编码为14240，INSEE市镇编码为14672。

## 政治
瓦勒德德龙所属的省级选区为莱蒙多奈县。

## 人口
瓦勒德德龙于2022年1月1日时的人口数量为895人。